# 松本利明
松本 利明（まつもと としあき、1949年 <昭和24年>10月31日 - ）は、日本の政治家。元自由民主党、大阪維新の会所属。大阪府議会議員（4期)、茨木市議会議員（4期）を歴任。勲位は旭日小綬章。

## 来歴
大阪府立茨木高等学校卒業、京都大学工学部卒業、同大学院修了。日立造船勤務を経て、茨木市議会議員に４期連続当選。2007年4月 大阪府議会議員選挙に自民党公認として出馬し、初当選。大阪維新の会に鞍替えし、2011年4月 大阪府議会議員選挙で2位に2倍近い差をつけトップ当選 (再選) 。2015年4月 大阪府議会議員選挙でやはり2位に大差をつけトップ当選(3選) 。2018年9月議会では「交番の適正数・最適配置と安全対策」「全国学力・学習状況調査、中学生チャレンジテスト」などを質問。2019年4月 大阪府議会議員選挙で2位に2倍以上の大差をつけトップ当選 (4選) 。

## 栄典
- 2024年4月 令和6年春の叙勲で旭日小綬章を受章[7]